# Banca centrale di Cipro
La Banca centrale di Cipro, (Kεντρική Τράπεζα της Κύπρου, in turco Kıbrıs Merkez Bankası) è la banca centrale dello stato europeo di Cipro con sede a Nicosia.
È stata creata nel 1963. Il suo attuale governatore è Constantinos Herodotou, la moneta ufficiale è l'euro. Prima dell'adozione della moneta unica dell'Unione europea del 2008 usava la lira cipriota.